# Toyota Sports Center
Il Toyota Sports Center (prima conosciuto come HealthSouth Training Center) è una struttura dove si allenano i Los Angeles Kings, le Los Angeles Sparks, situata al 555 di North Nash Street a El Segundo in California. Il cantiere per la costruzione della struttura da 12 500 m² e dal costo di 24 milioni di dollari è stato avviato il 28 Aprile 1999 ed è terminato con l'apertura ufficiale del 5 marzo 2000.
La struttura è situata sul terreno del Grand Avenue Corporate Center. La struttura include tre piste da pattinaggio su ghiaccio, una di misura NHL, una di misura Olimpica e una più piccola (originariamente dedicata al pattinaggio a rotelle e successivamente trasformata in pattinaggio su ghiaccio, terminata nel settembre 2011), un campo da basketball e un ristorante. In aggiunta, la proprietà ha completato la struttura da allenamento includendo gli spogliatoi e gli uffici per i Kings e per i Lakers. Le tre piste da pattinaggio ospitano numerose gare di hockey amatoriale e giovanile durante l'anno. Un milione di persone transitano nella struttura durante l'anno.
È anche un importante centro di allenamento per il pattinaggio artistico a livello professionistico, dove Frank Carroll segue i suoi atleti. Alcuni dei pattinatori che si sono allenati nel centro sono Michelle Kwan, Timothy Goebel, Evan Lysacek, Beatrisa Liang, Gracie Gold, and Mirai Nagasu.
La struttura è facilmente raggiungibile utilizzando la Metro Green Line, le fermate più vicine sono El Segundo/Nash Station e Mariposa/Nash Station.
Il Toyota Sports Center è di proprietà di AEG ed è gestito dall'American Skating Entertainment Centers. I Los Angeles D-Fenders della NBA Development League giocano nella struttura le partite casalinghe dalla stagione 2011-12.
Vicino alla struttura si trova il Campus El Segundo Athletic Fields dove ci sono due campi da calcio.